# Flavius Vopiscus

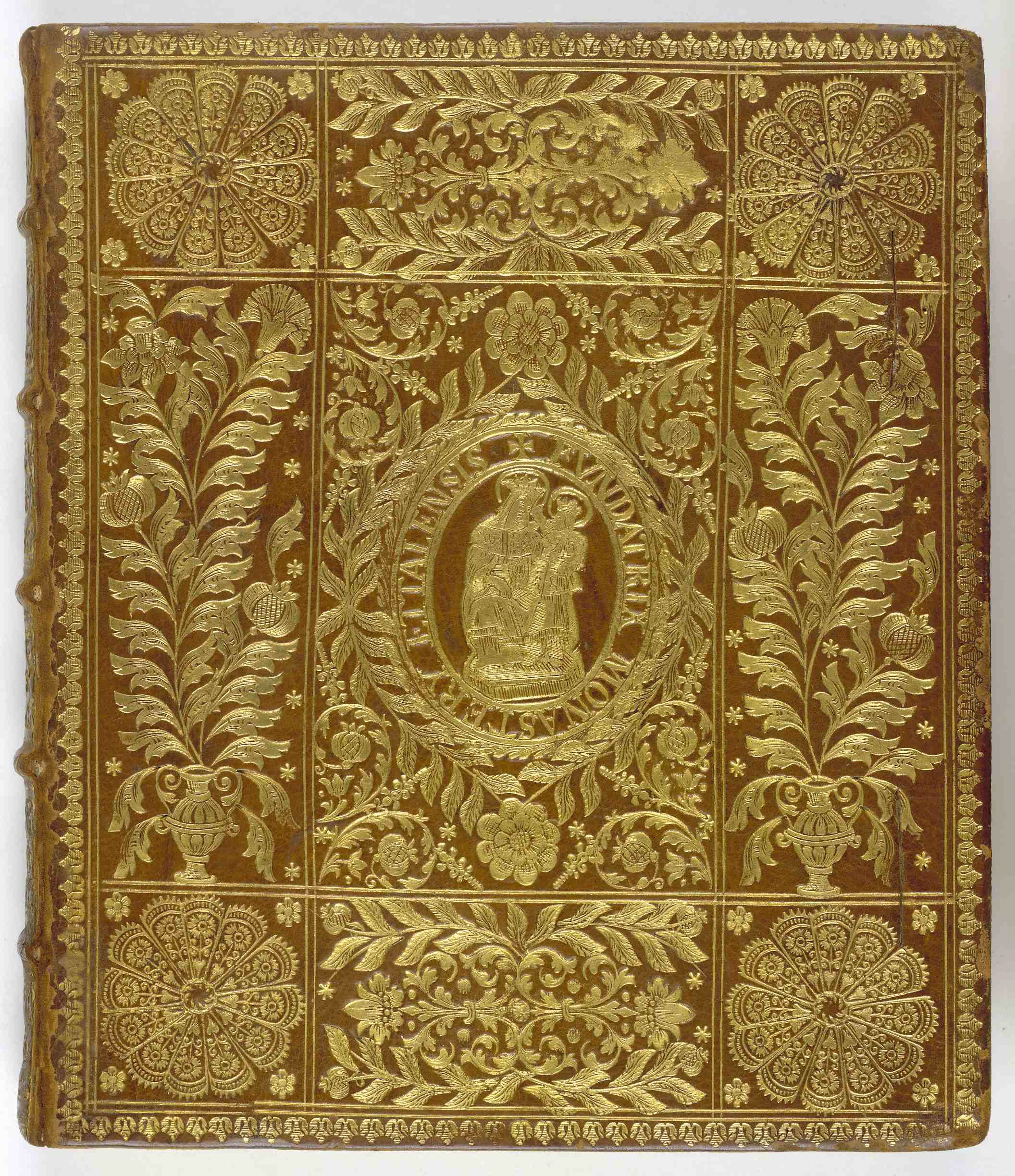
Historia Augusta ofwel Biografieën over Romeinse keizers. 17e-eeuws versie uit de abdij van Ettal in Beieren

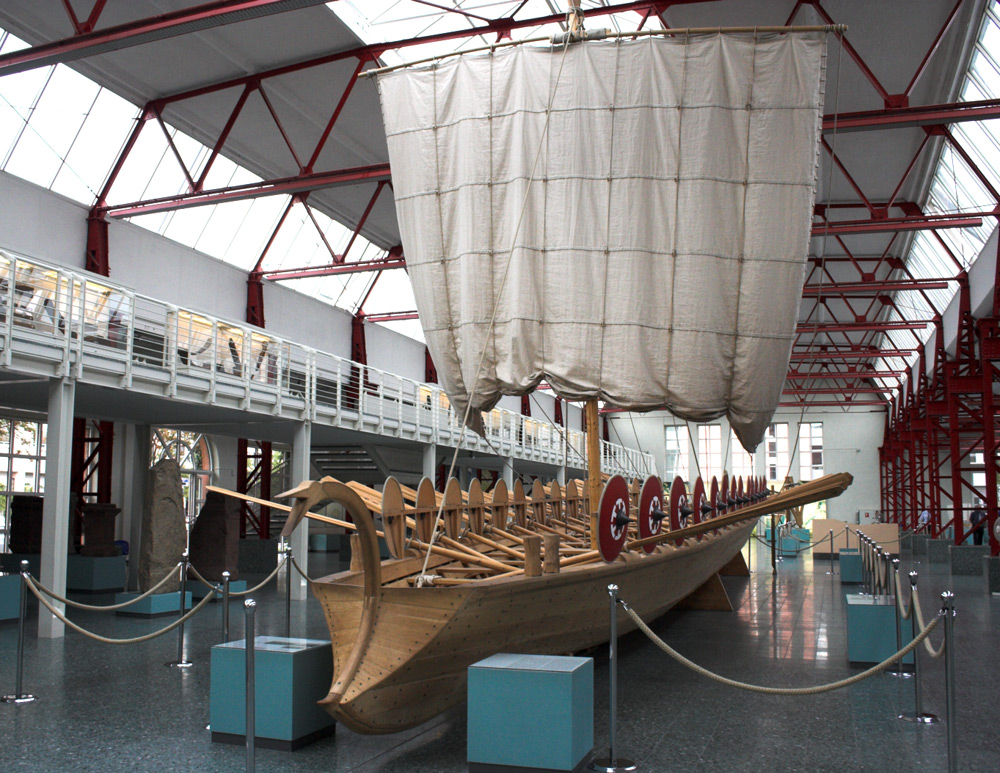
Navis Lusoria, of Romeinse roeiboot

Flavius Vopiscus (Syracuse, - Rome, 4e eeuw) was een Romeins historicus die zou geleefd hebben begin 4e eeuw. Tot in de 19e eeuw werd aangenomen dat Vopiscus een van de zes auteurs was van de Historia Augusta, met name de zesde en laatste uit de rij auteurs. De traditionele visie over de zes auteurs veranderde door het studiewerk van Hermann Dessau; Dessau situeerde het boek eind 4e eeuw – dus vijftig jaar later – en geschreven door andere mensen en waarschijnlijk zelfs door een enkele auteur. De zes auteurs bleken dus fictief. 
Flavius Vopiscus uit Historia Augusta beweerde geleefd te hebben tijdens het bestuur van keizer Constantius I Chlorus.
Latere onderzoekers suggereerden dat Flavius Vopiscus de pseudoniem kan zijn van Nicomachus Flavius, die leefde eind 4e eeuw. Nicomachus Flavius leefde dus tientallen jaren later en dit onder het bestuur van keizer Theodosius I. Deze keizer ankerde het christendom stevig vast in het staatsgezag. Vopiscus/Flavius bleef een aanhanger daarentegen van de oude Romeinse goden.

## Auteur Flavius Vopiscus
De Historia Augusta is een bundel van biografieën over Romeinse keizers geschreven in de Laat-Romeinse Tijd. De titel Historia Augusta dateert overigens van de middeleeuwen. Van de zes auteurs die zich voorstellen in de Historia Augusta schreef Flavius Vopiscus de levens van zes soldatenkeizers en vier tegenkeizers. Het gaat om het leven van de keizers Aurelianus, Tacitus, Florianus, Probus, Carus, Carinus, Numerianus, respectievelijk de tegenkeizers Firmus, Saturninus, Proculus en Bonosus.
Flavius Vopiscus stelde zijn vader en grootvader voor als vertrouwelingen van keizer Diocletianus, bekend om christenvervolgingen. Vopiscus behoorde tot de gegoede klasse in Rome. Hij was bevriend met Junius Tiberanus, de praefectus urbi in Rome. 
Vopiscus schreef zijn geschiedschrijving met een dubbel doel: vooreerst het regime van soldatenkeizers afkeuren en zijn voorkeur uitdrukken voor een burgerlijke ‘prins’, dit wil zeggen verkozen door de senaat en de praefectus urbi. Hij verhaalde een discussie tussen soldatenkeizer Tacitus en de senatoren; deze laatsten riepen dat de senaat het hoofd is van de staat en de soldaten de voeten van de staat, en niet omgekeerd. Keizer Carinus schilderde hij af als een slechte keizer omdat deze eigendomen van senatoren beloofde aan het volk van Rome. 
Een tweede doel was een heimwee uit te drukken van de senatoriale elite naar de oude Romeinse godsdienstpraktijken van veelgodendom, Sibyllijnse orakelboeken en dierenoffers met waarzeggerij. Deze stonden voor hem garant voor een goed functionerende Romeinse staat. Christendom stelde hij voor als on-Romeins. Vopiscus laat zich op twee plaatsen in zijn boeken laatdunkend uit over de christenen; zo sterk drukten de vijf andere auteurs van de Historia Augusta zich niet uit. Zo liet hij keizer Aurelianus een brief schrijven naar senatoren. Aurelianus vermaande hen dat ze zich te veel in een kerk waanden en niet in een tempel van goden waar de Sibyllijnse boeken moeten gelezen worden. Een tweede voorbeeld is in de biografie van tegenkeizer Saturninus, een gouverneur in Syria. Flavius Vopiscus beschreef hoe in Alexandrië rabbijnen, samaritanen en christelijke priesters zich inlieten met waarzeggerij. Zelfs de patriarch van Alexandrië, als hij al in Alexandrië verbleef, vereerde zowel Christus als Serapis.

## Auteur Nichomachus Flavius
Nichomachus Flavius was consularis Siciliae geweest in het jaar 364, te vertalen als stadhouder op Sicilië, net zoals zijn vader dat voor hem geweest is. Deze titel geeft aan dat Nicomachus Flavus behoorde tot de senatoriale elitaire families in Rome.
Nichomachus Flavius schreef een korte biografie over Apollonius van Tyana en keizer Theodosius I, de heersende keizer. Zijn politieke en religieuze opvattingen zijn volledig terug te vinden in de boekdelen van Historia Augusta geschreven door (de fictieve) Flavius Vopiscus. Enkele anachronismen vallen op in de boekdelen die handelen over de soldatenkeizers een eeuw eerder. Zo hanteerde de auteur Flavius Vopiscus de titel vir illustris (beroemde man) voor de praefectus urbi. In de tijd van de soldatenkeizers bestond dit niet. Deze titulatuur is slechts door keizer Theodosius vanaf het jaar 372 toegelaten voor de praefectus urbi, net zoals voor de magister militum en de praefectus praetorio. Ook de term navis lusoria, een roeiboot, werd niet gebruikt door Romeinse soldaten op de Rhône; deze term kwam pas in voege met keizer Theodosius wanneer deze besliste patrouilles per boot in te voeren.